# خيزجيل أفشالوموف
خيزجيل دافيدوفيتش أفشالوموف (بالروسية: Авшалумов, Хизгил Давидович؛ 16 يناير 1913 - 17 سبتمبر 2001) كان روائياً وشاعراً وكاتباً سوفيتياً. كتب أعماله باللغة اليهودية-التاتية (الجوهورية) لغة يهود الجبل بالإضافة إلى الروسية. حصل على جائزة سليمان ستالسكي. وكان عضواً في اتحاد الكُتاب السوفيت.

## سيرته الشخصية
ولد خيزجيل أفشالوموف في قرية نيوغدي (إحدى ضواحي مدينة دربند، داغستان) لعائلة من الفلاحين في وقت ما بين الأعوام 1913-1916 حسب المصادر. كان والده يزرع الحبوب كمزارع، وكان من قدامى المحاربين في الحرب العالمية الأولى. وتوفي في سن مبكرة، وقد خلف ورائه أفشالوموف وخمسة أيتام. لذلك عمل مراسلاً للصحيفة اليهودية العامل (بالجوهورية: Захметкеш) بمنطقة الجبال. ثم درس لاحقاً في مدرسة تابعة للحزب السوفيتي.
من 1938 إلى 1941 كان أفشالوموف باحثاً مساعداً في معهد التاريخ واللغة والأدب التابع لفرع داغستان في الاتحاد السوفيتي. خلال هذه الفترة، جمع عدداً كبيراً عن فولكلور يهود الجبال من مختلف الأنواع وأدرجهم في كتابه الأول عن فولكلور يهود الجبال، الذي نُشر في 1940. وتضمن أيضاً مقدمة مفصلة له. وفي نفس العام أيضاً نشر قاموس مصطلحات روسي - تاتي.
في 1939، نشر في أول روزنامة أدبية تاتية، رواية «الحب»، أول رواية له. وفي 1940 نشر رواية «انتصار الشباب» (بالجوهورية: "Бастуни джовонхо"). وقد انخرط أفشالوموف أيضاً في أعمال الترجمة. حيث نشر دار داغستان للنشر في 1940 ترجمته لأعمال نظامي الكنجوي المختارة. وفي نفس العام انضم إلى اتحاد الكتاب السوفيت. كان هيزجيل أفشالوموف من قدامى محاربي الحرب العالمية الثانية. حيث قاتل على جبهتي شمال القوقاز وبيلاروسيا، بصفته نائب قائد إحدى أفواج سرايا السيف البتار من الفرسان القوزاق حيث جرح مرتين وأصيب بصدمة عصبية نتيجة القذائف. كما شهد يوم النصر في برلين. وبعد تسريحه من الجيش، عمل أفشالوموف مراسلاً للجريدة الوطنية «برافدا الداغستانية» (بالروسية: Дагестанская правда)، ثم كمستشار وسكرتير لاتحاد الكتاب الداغستانيين. وشارك في المؤتمر الثالث والرابع لكتاب الجمهورية الروسية وفي المؤتمر الخامس للكتاب السوفيت.
في 1953، تخرج من قسم التاريخ في معهد داغستان التربوي في محج قلعة. ومن 1960-1991 عمل محرراً لمجلة «وطننا الأم السوفيتي» (بالجوهورية: Ватан советиму)، حيث نشر قصصاً عن حياة يهود الجبال. تشمل أعماله «الموت للزوجات» (بالجوهورية: "Анжал занхо") و«المزواج» (بالجوهورية: "аваран ди вову") وغيرها من الأعمال التي أدرج بعضها لاحقاً في المجموعة المنشورة باسم «ابنة الراعي» (بالجوهورية: "Duhder nehirchi") في 1963. كما أصدر أفشالوموف أيضاً مجموعة قصصية عن حياة يهود الجبال باسم «مفاجأة العروس»، والتي تُرجمت إلى اللغة الروسية "Невеста с сюрпризом" في 1966.
في معظم قصصه القصيرة ورواياته عن (شيمي دربندي)، جسده أفشالوموف في دور الساخر الفكاهي. إن شيمي دربندي شخصية مشتركة لدى شعب داغستان، حيث أنه يجسد رمزاً للممثل النموذجي عن التات. ولسنوات عديدة، طُبعت روايات عن شيمى دربندي الحاذق على صفحات الصحف الوطنية، مما أدى إلى اهتمام دائم من القُراء بها. وقد نُشر بعضها في مجلة الأدب السوفيتي كما نشرت في الخارج باللغات الإنجليزية والألمانية والفرنسية والإسبانية. وفي 1969، نشرت صحيفة ناش سوفرمنيك (بالروسية: Наш современник) سلسلة واسعة من قصص أفشالوموف القصيرة. من خلال قصص مثل «العقاب»، «قنطرة الأسرة» و«أسطورة الحب»، عكس الكاتب عادات وتقاليد وطريقة حياة الناس خلال الأحداث الدرامية في فترات ما قبل الثورة السوفيتية.
أصدر هيزجيل أفشالوموف عدة مجموعات شعرية، بما في ذلك مجموعات للأطفال. شمل كتاب «جيولبور» (بالجوهورية: Гюльбоор) شعراً عن مصير جيولبور دافيدوف، امرأة يرجع أصلها إلى يهود الجبال حصلت على وسام بطل العمل الاشتراكي.
من أعمال أفشالوموف الهامة، الرواية التاريخية «أخت الزوج» (بالجوهورية: "Занбирор") و«ابن المهرجين» (بالجوهورية: "Кук гудил")، في 1974، حيث تحدثت كلاهما عن الحياة القروية ليهود الجبال وكذلك حياتهم في مدينة ديربنت خلال السنوات القلائل الأولى عقب الثورة الروسية.
علقت الموسوعة اليهودية الإلكترونية (EJE) على هذه الأعمال:
... ومع أن أعماله هذه عبرت عن: شخصيات أظهرت بوضوح النقيضين وفُصلّت على الأساس «الطبقي». فقد تعمد نزع طقوس الدين اليهودي من حياة الناس، مولياً اهتماماً كبيراً بالمعتقدات الخرافية، إلخ.
وإلى جانب أولئك الذين أعجبوا بموهبته، فقد تعرض أفشالوموف لانتقادات لاذعة أيضاً. فقالت الموسوعة اليهودية الإلكترونية (EJE) عنه:
كان أفشالوموف أحد مؤسسي مفهوم «شعب التات»، المفترض أنه منفصل عن كونهم يهوداً...
وقد كتب أربع مسرحيات، بما في ذلك أول مسرحية كوميدية موسيقية بالتاتية «طفولة وشاح»(بالجوهورية: "Кишди хьомоли") والدراما التاريخية «مترجم الإمام شامل» (بالروسية: Толмач имама Шамиля) «شيمي دربندي» (بالروسية: Шими Дербенди) و«الحب في خطر». وقد عرضوا لاحقاً على مسارح القوموق في (1966) واللزجين في (1987).
في 1991، بعد انهيار الاتحاد السوفيتي، انضم هيزجيل أفشالوموف إلى المعارضة الموالية للشيوعية في روسيا.
توفي خيزجيل أفشالوموف في 17 سبتمبر 2001، ودُفن في المقبرة اليهودية في محج قلعة.
وقد أطلق اسمه على شارع في مدينة دربنت وعلى مدرسة في قريته الأصلية نيوغدي تكريماً له. كما تضم محج قلعة لوحة تذكارية تكريماً لأفشالوموف في الشارع الذي عاش فيه، 3 ماغوميد حاجيف.

## أسرته
تزوج أفشالوموف من إيرشو أسايلوفنا، امرأة داغستانية تقليدية.
إحدى بنات أفشالوموف هي ليودميلا هيزجيلوفنا أفشالوموف (ولدت عام 1941، محج قلعة). حاصلة على درجة الدكتوراه في العلوم الفلسفية وأستاذة ونائبة رئيس لجنة التعليم والعلوم والثقافة بجمهورية داغستان. ولديها ابن، يدعى مارات.

## قائمة أعماله
مؤلفات الكاتب من القصص القصيرة والمقالات:
- الصداقة (1956)
- تحت أشجار الدلب (1956)
- لقاء في الربيع (1960، 1989)
- كما ترعرعت (1961)
- مفاجأة العروس (1966)
- ابنة الراعي (1963)
- حافة الظلام (1965، 1978)

الروايات التاريخية أخت الزوج وابن المهرجين (1974)، عن حياة يهود الجبال بعد ثورة أكتوبر.
- مفاجأة العروس (1966، 2007)
- مترجم الإمام (1967، 2008)
- شقيق زوجتي (1971)
- أسطورة الحب (1972)
- قنطرة الأسرة (1976، 1984، 2000)
- مجموعة شعر جيولبور (1980)
- (دودجي شيمي دربندي) (1982)
- الابن الروسي (1987)
- مغامرات الحاذق شيمي دربندي (1998)
- مقال تاريخي: تاريخ حانوكاييف (1999)

## الأوسمة
- وسام الحرب الوطنية
- وسام ترتيب الصداقة بين الشعوب
- وسام شارة الشرف
- وسام ستالسكي
- وسام الاستحقاق للعامل الثقافي من جمهورية داغستان الاشتراكية السوفيتية المستقلة
- وسام الاستحقاق للعامل الثقافي من جمهورية روسيا الاتحادية الاشتراكية السوفيتية

## روابط خارجية
- Biography in Brief Jewish Encyclopedia
- Like a nut tree
- The song "Girl of Derbent" based on a lyrics by Hizgil Avshalumov على يوتيوب